# عباس حسن
عباس حسن (عربی: عباس حسن؛ زاده ۱۰ مهٔ ۱۹۸۵) یک بازیکن فوتبال اهل سوئد-لبنان است.

## تیم ملی
وی همچنین در تیم ملی فوتبال لبنان بازی کرده است.